# Сент-Агата (Мен)
Сент-Агата (англ. St. Agatha) — місто (англ. town) в США, в окрузі Арустук штату Мен. Населення — 730 осіб (2020).

## Географія
За даними Бюро перепису населення США, загальна площа міста становить 35,03 кв. миль (90,73 км2), з яких 29,51 кв. миль (76,43 км2) — суша і 5,52 кв. миль (14,30 км2) — вода.

## Демографія
Згідно з переписом 2010 року, у місті мешкало 747 осіб у 357 домогосподарствах у складі 215 родин. Було 497 помешкань
Расовий склад населення:
| - 99,1 % — білих - 0,3 % — корінних американців - 0,3 % — чорних або афроамериканців - 0,1 % — азіатів |

До двох чи більше рас належало 0,3 %. Частка іспаномовних становила 0,1 % від усіх жителів.
За віковим діапазоном населення розподілялося таким чином: 17,4 % — особи молодші 18 років, 61,2 % — особи у віці 18—64 років, 21,4 % — особи у віці 65 років та старші. Медіана віку мешканця становила 51,6 року. На 100 осіб жіночої статі у місті припадало 105,8 чоловіків;  на 100 жінок у віці від 18 років та старших — 101,6 чоловіків також старших 18 років.
Середній дохід на одне домашнє господарство  становив 60 498 доларів США (медіана — 37 083), а середній дохід на одну сім'ю — 71 255 доларів (медіана — 49 327). Медіана доходів становила 59 091 долар для чоловіків та 50 278 доларів для жінок. За межею бідності перебувало 12,6 % осіб, у тому числі 25,2 % дітей у віці до 18 років та 8,7 % осіб у віці 65 років та старших.
Цивільне працевлаштоване населення становило 269 осіб. Основні галузі зайнятості: освіта, охорона здоров'я та соціальна допомога — 29,4 %, виробництво — 21,2 %, сільське господарство, лісництво, риболовля — 11,9 %, будівництво — 6,3 %.